# Hermann Fitting (Politiker)
Johann Hermann Fitting, auch Herrmann Fitting (* 26. Januar 1765 in Mauchenheim; † 22. Januar 1847 ebenda) war ein deutscher Gutsbesitzer und Politiker.

## Leben
Hermann Fitting war ein Gutsbesitzer, der 1794 letzter „churpfälzischer Schultheiss“ in Mauchenheim wurde. In der Zeit von 1819 bis 1834 vertrat er den Stimmkreis Rheinkreis in der Kammer der Abgeordneten im Bayerischen Parlament. In dieser Zeit wurde er von 1831 bis 1834 zur gemäßigten Opposition gerechnet. 1818 gehörte er auch dem Geschworenengericht in Zweibrücken an.
Hermann Fitting war mit Catharina (geb. Matheus) († 9. August 1863) verheiratet. Von ihren Kindern sind namentlich bekannt:
- Hermann Fitting, Honorarrat am Appellationsgericht Zweibrücken; verheiratet mit Antoinette Bernhardine Louise Julie (* 2. Juni 1805 in Zweibrücken), Tochter des Appellationsgerichtsrats Johann August Petri[2];
- Friederika Louisa Fitting, verheiratet mit Friedrich Viktor Dercum (* 15. Mai 1796 in Blieskastel, † 23. oder 25. September 1871 in Kirchheimbolanden)[3], Apotheker[4];
- Johannes Fitting, Gutsbesitzer und Politiker.